# Лхаса
Лха́са (тиб. ལྷ་ས་, lha-sa; кит.: 拉萨, Ла-са, «Заборонене місто») — столиця автономної області Тибету, Китай.
Написання і вимова Лха́са відповідає тибетській, Ла́са — китайській та англійській мовам.

## Історія
За легендами, другий імператор Тибету Сонгцен Гампо (Srong-brtsan Sgam-po) зробив Лхасу своєю столицею. Але документи того часу говорять, що столиця Тибету тоді постійно змінювалась. В центрі міста ще тоді був побудований монастир Джоканг, який і зараз є головним місцем паломництва в Лхасі.
Місто стало рости і процвітати після заснування трьох великих монастирів школи гелуг в результаті діяльності лами Цонкапи та його учнів в XV столітті. Це монастир Ганден (Dga'-ldan), Сера (Se-ra) та Дрепунг ('Bras-spung).

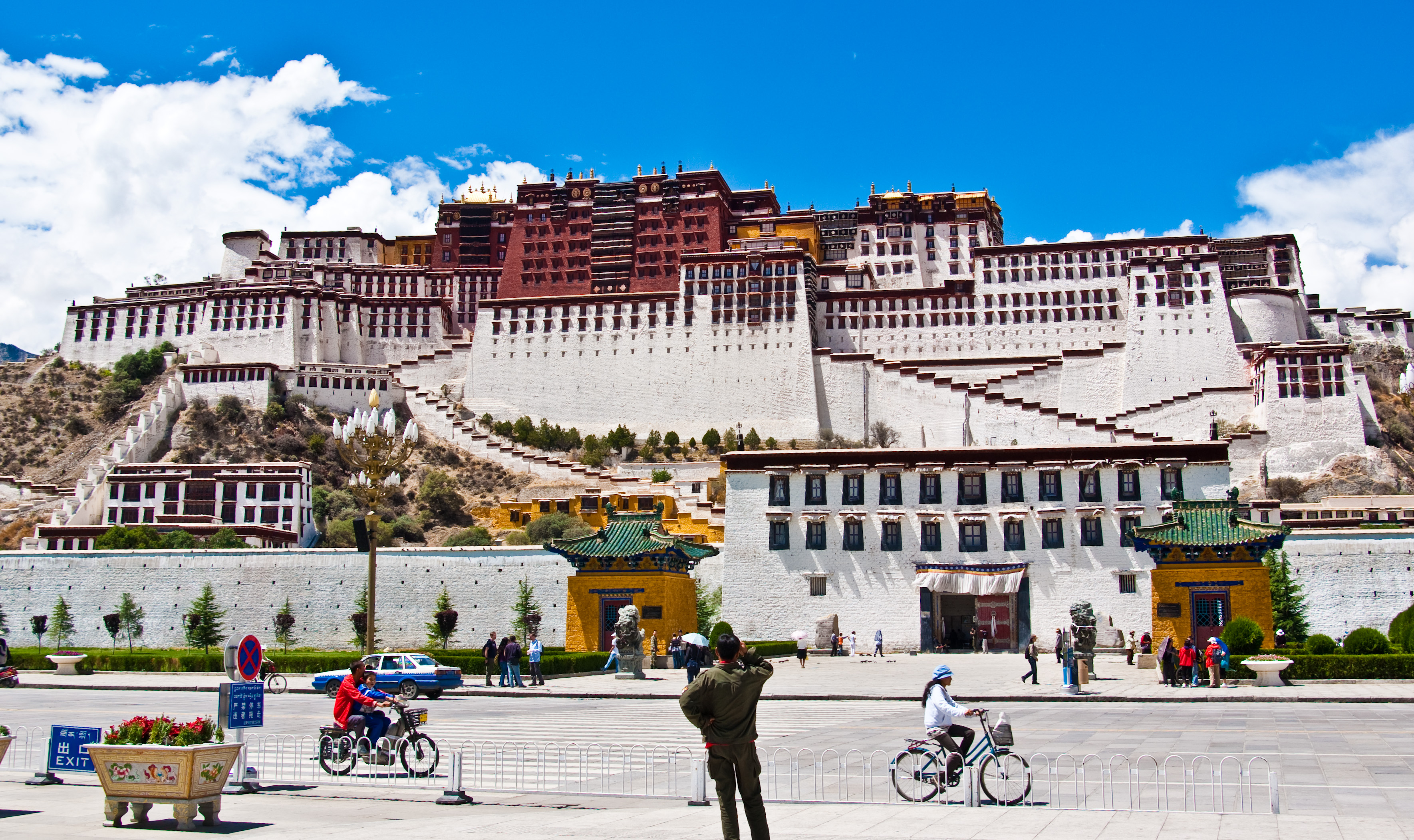
Палац Потала

Далай-лама V Лобсанг Г'яцо (Blo-bzang-rgya-mtsho) (1617–1682), підкорив Тибет та переніс в Лхасу свій адміністративний центр. Потім він почав будувати палац Потала, будівництво було завершено через кілька років після його смерті. З цього часу Лхаса стала повноцінною політичною столицею Тибету.
Священне місто ламаїзму було закрите для західних людей до 1904 року, коли члени англійської експедиції відвідали місто. Воно було приєднано до іншої частини Тибету Китаєм у 1950-51, духовний глава Далай-лама в 1959 році був змушений виїхати після повстання населення проти правління Китаю. Монастирі були зруйновані, а ченці убиті. У 1988 і 1989 роках демонстрації були розстріляні китайськими військовиками.
Європейці проникали в Лхасу рідко. До 1951 року половину міського населення становили монахи, загальна кількість була близько 25 000 осіб. Додатково близько 15 тисяч населяли сусідні монастирі. До 2004 року населення зросло до 257 000 осіб.

## Населення
Населення міста Лхаса становить близько 250 тис. осіб, а загальна кількість населення муніципалітету — 521 500, включаючи мігрантів та без урахування військового гарнізону. 100 000 осіб складають мігранти.
За переписом 2000 року 81,6 % населення складають етнічні тибетці. В це число не входять солдати та неофіційні мігранти, більшість яких — китайці.
В останні роки проходила суттєва лібералізація економіки Китаю, чимало китайців поселилось також в околицях Лхаси, активізувавши місцеву економіку.

## Транспорт

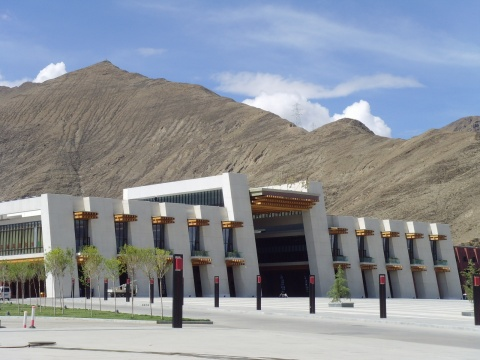
Залізничний вокзал Лхаси

Місто є кінцевою зупинкою високогірної залізниці протяжністю 1956 км, що з'єднує Лхасу з провінцією Цінхай і основною залізничною мережею Китаю. Через район міста проходять національні автомагістралі 308 та 109. За 62 км від міста розташований аеропорт Гонггар.

## Промисловість
Виробництво: вироби ремесел і легка промисловість.

## Культура

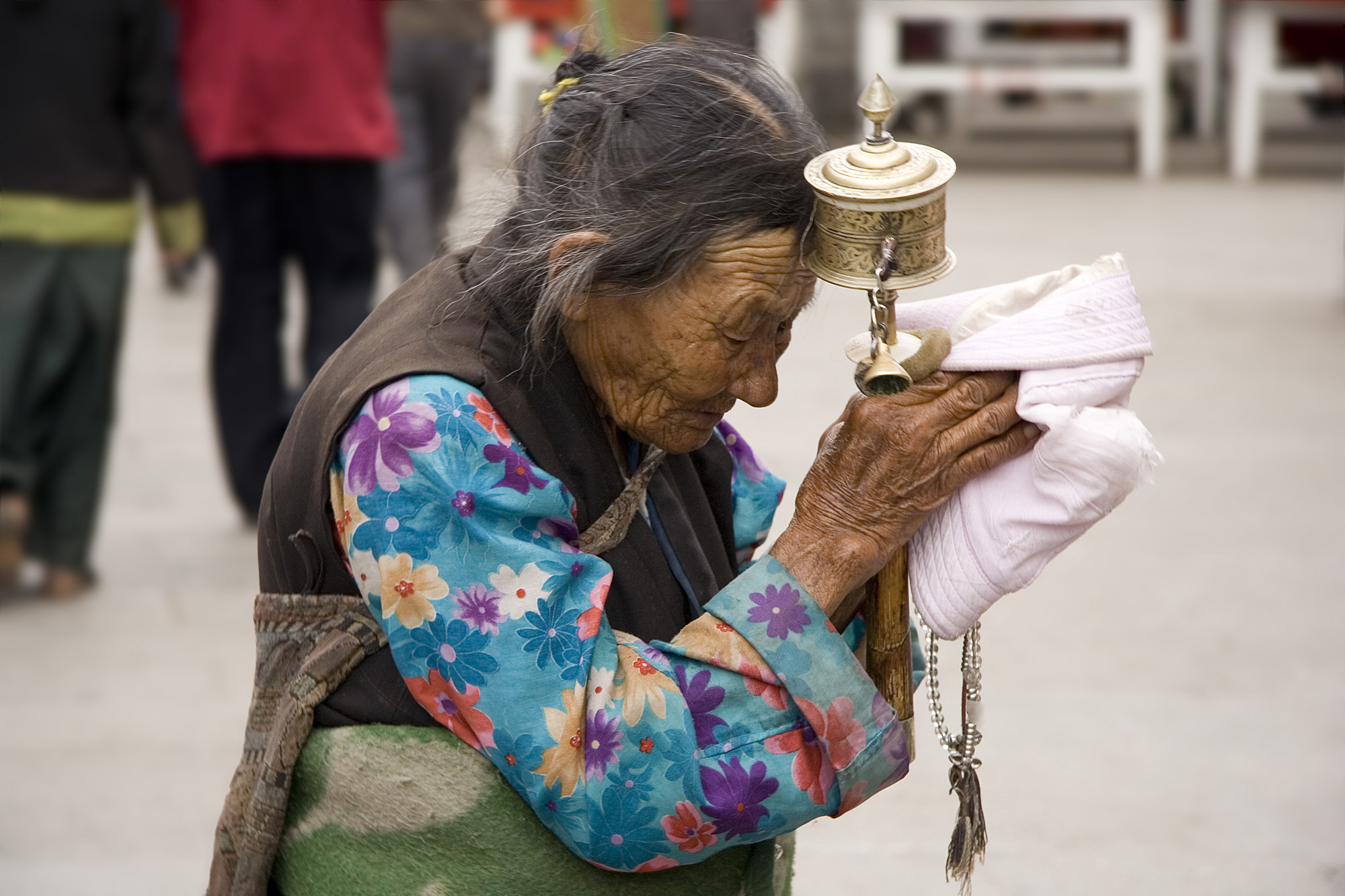
одна з паломниць Лхаси

Історичні пам'ятники Лхаси представляють велике значення для світової культури. Це палац Потала, центральний храм Джоканг, великі монастирі Дрепунг, Сера та Ганден, монастир Рамоче, храм Чжефенг, літній палац Норбулінка, унікальна мечеть в тибетському архітектурному стилі, історична площа Баркхор та інші визначні місця.
Однак немало пам'ятників культури було зруйновано чи пошкоджено під час «культурної революції».
Для паломників у Лхасі є три кругові маршрути для ритуального обходу (кора) святих місць, це обхід Нангкор в храмі Джоканг, обхід Баркхор по старому місту, охоплюючи квартал з храмом Джоканг, та зовнішній обхід Лінгкор навколо всього міста. Додатково паломники обходять палац Потала. Під час кори паломники крутять молитовні барабани та читають мантри. Після модернізації міста зовнішній обхід Лінгкор перестав використовуватися.
Біля літнього палацу Далай-лами розташований найвищий у світі Зоопарк Лхаса.

## Клімат
Місто знаходиться у зоні, котра характеризується континентальним субарктичним кліматом. Найтепліший місяць — червень із середньою температурою 15.6 °C (60 °F). Найхолодніший місяць — січень, із середньою температурою -2.2 °С (28 °F).
| Клімат Лхаси            | Клімат Лхаси | Клімат Лхаси | Клімат Лхаси | Клімат Лхаси | Клімат Лхаси | Клімат Лхаси | Клімат Лхаси | Клімат Лхаси | Клімат Лхаси | Клімат Лхаси | Клімат Лхаси | Клімат Лхаси | Клімат Лхаси |
| Показник                | Січ.         | Лют.         | Бер.         | Квіт.        | Трав.        | Черв.        | Лип.         | Серп.        | Вер.         | Жовт.        | Лист.        | Груд.        | Рік          |
| Абсолютний максимум, °C | 16           | 21           | 21           | 25           | 27           | 27           | 27           | 23           | 22           | 22           | 18           | 17           | 27           |
| Середній максимум, °C   | 6            | 8            | 10           | 16           | 18           | 22           | 21           | 20           | 19           | 16           | 11           | 7            | 15           |
| Середня температура, °C | −2           | 0            | 3            | 8            | 11           | 15           | 15           | 14           | 13           | 8            | 2            | −1           | 7            |
| Середній мінімум, °C    | −10          | −7           | −3           | 1            | 4            | 8            | 10           | 9            | 7            | 1            | −6           | −9           | 0            |
| Абсолютний мінімум, °C  | −16          | −16          | −12          | −7           | −3           | 2            | 6            | 1            | 0            | −7           | −15          | −20          | −20          |
| Норма опадів, мм        | 0            | 10           | 0            | 0            | 20           | 60           | 120          | 80           | 60           | 10           | 0            | 0            | 400          |
| Днів з дощем            | 1            | 3            | 1            | 1            | 4            | 6            | 10           | 8            | 8            | 1            | 0            | 0            | 48           |
| Вологість повітря, %    | 26           | 26           | 31           | 34           | 43           | 54           | 68           | 72           | 65           | 49           | 37           | 36           | 45           |
| ----------------------- | ------------ | ------------ | ------------ | ------------ | ------------ | ------------ | ------------ | ------------ | ------------ | ------------ | ------------ | ------------ | ------------ |
| Джерело: Weatherbase    |              |              |              |              |              |              |              |              |              |              |              |              |              |

## Адміністративний поділ
Префектура поділяється на 3 райони та 5 повітів:
| Карта                                                                          | Карта       | Карта      | Карта            |
| ------------------------------------------------------------------------------ | ----------- | ---------- | ---------------- |
| Ньємо Дамшунг Чюшю ① Лхюнжуб ② ③ Мажокунггар ① Долунгдечен ② Ченгуань ③ Дагцзе |             |            |                  |
| Статус                                                                         | Назва       | Оригінал   | Населення (2020) |
| Район                                                                          | Дагцзе      | 达孜区     | 32 318           |
| Район                                                                          | Долунгдечен | 堆龙德庆区 | 137 451          |
| Район                                                                          | Ченгуань    | 城关区     | 478 275          |
| Повіт                                                                          | Дамшунг     | 当雄县     | 47 900           |
| Повіт                                                                          | Лхюнжуб     | 林周县     | 50 596           |
| Повіт                                                                          | Мажокунггар | 墨竹工卡县 | 49 511           |
| Повіт                                                                          | Ньємо       | 尼木县     | 29 989           |
| Повіт                                                                          | Чюшю        | 曲水县     | 41 851           |

## Галерея

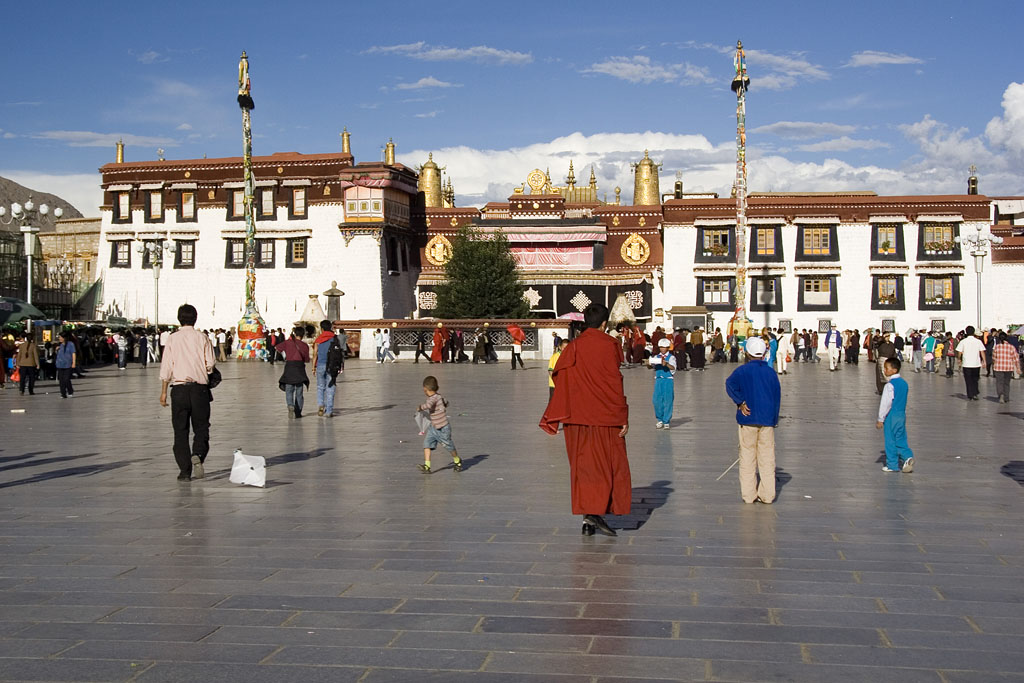
Площа Баркхор
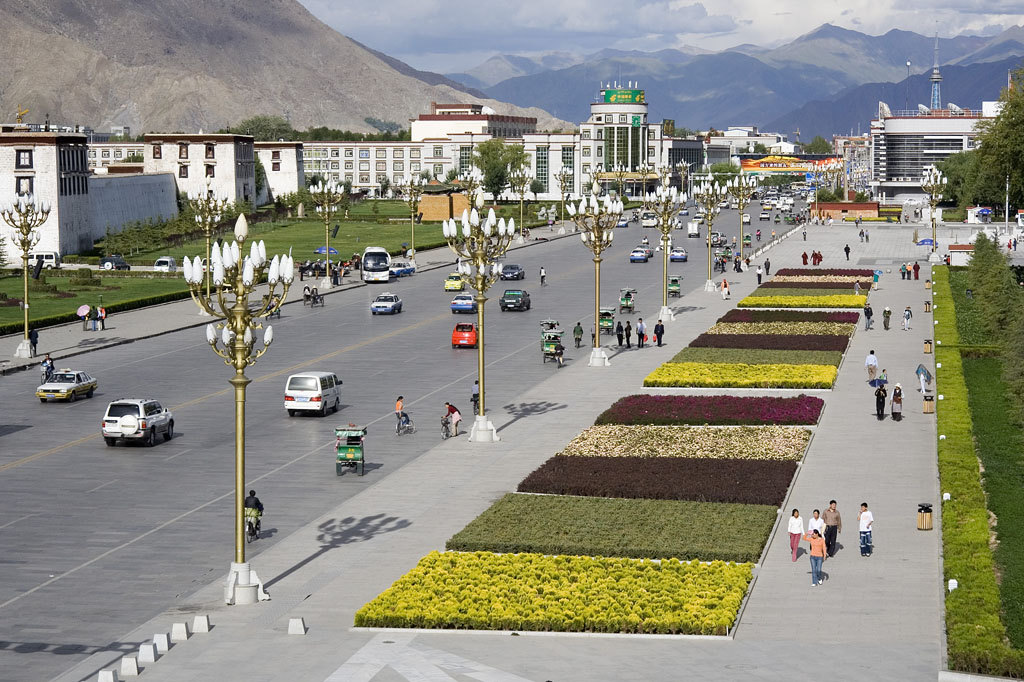
Декій Шар Лам, головна вулиця міста
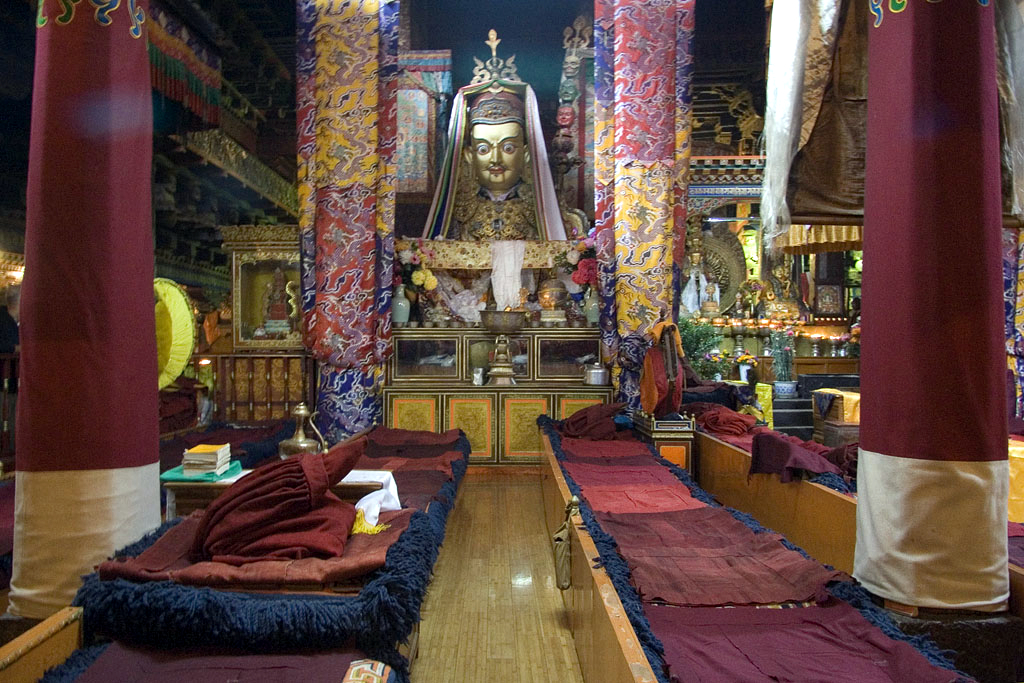
Храм Джоканг
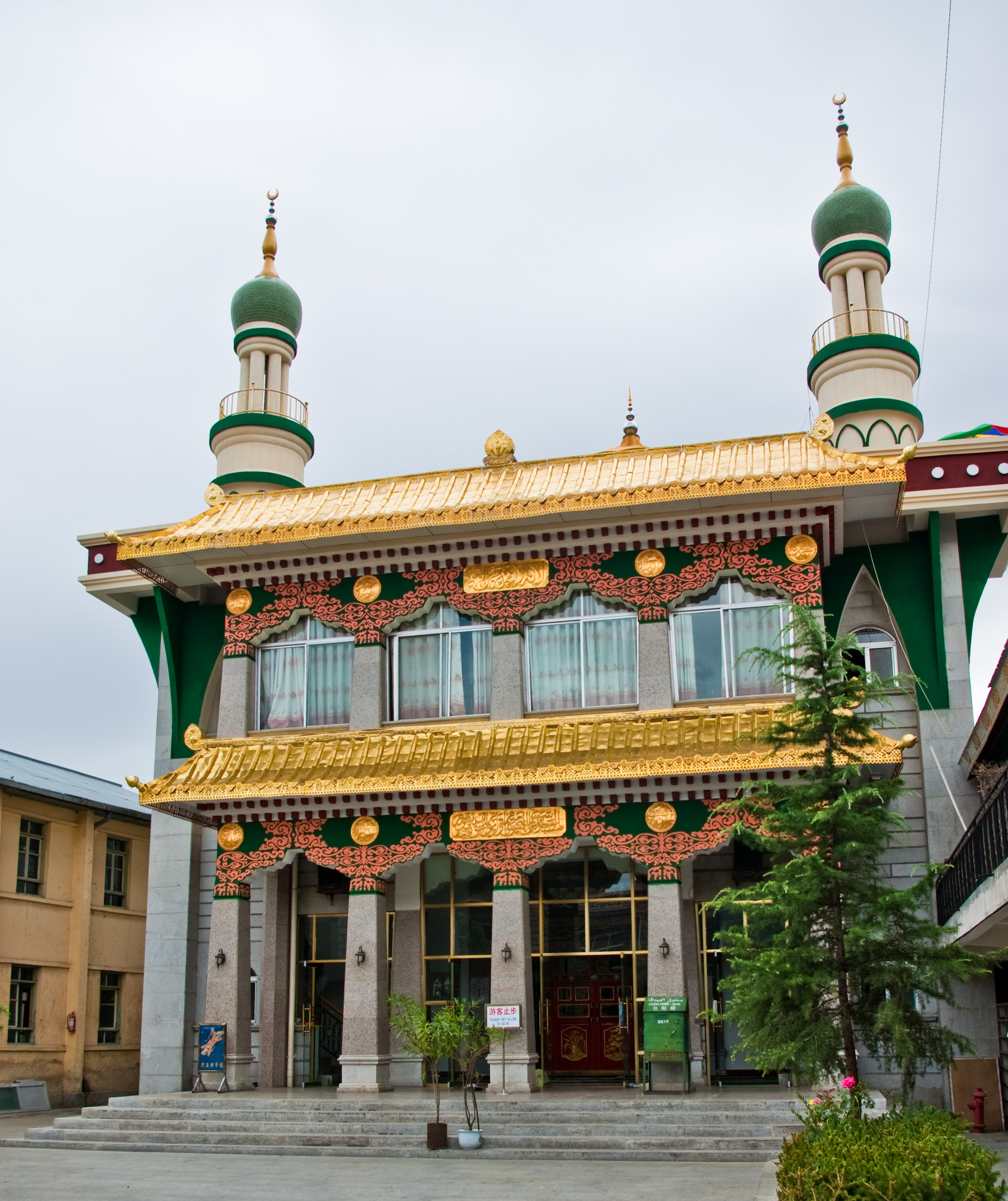
Мечеть
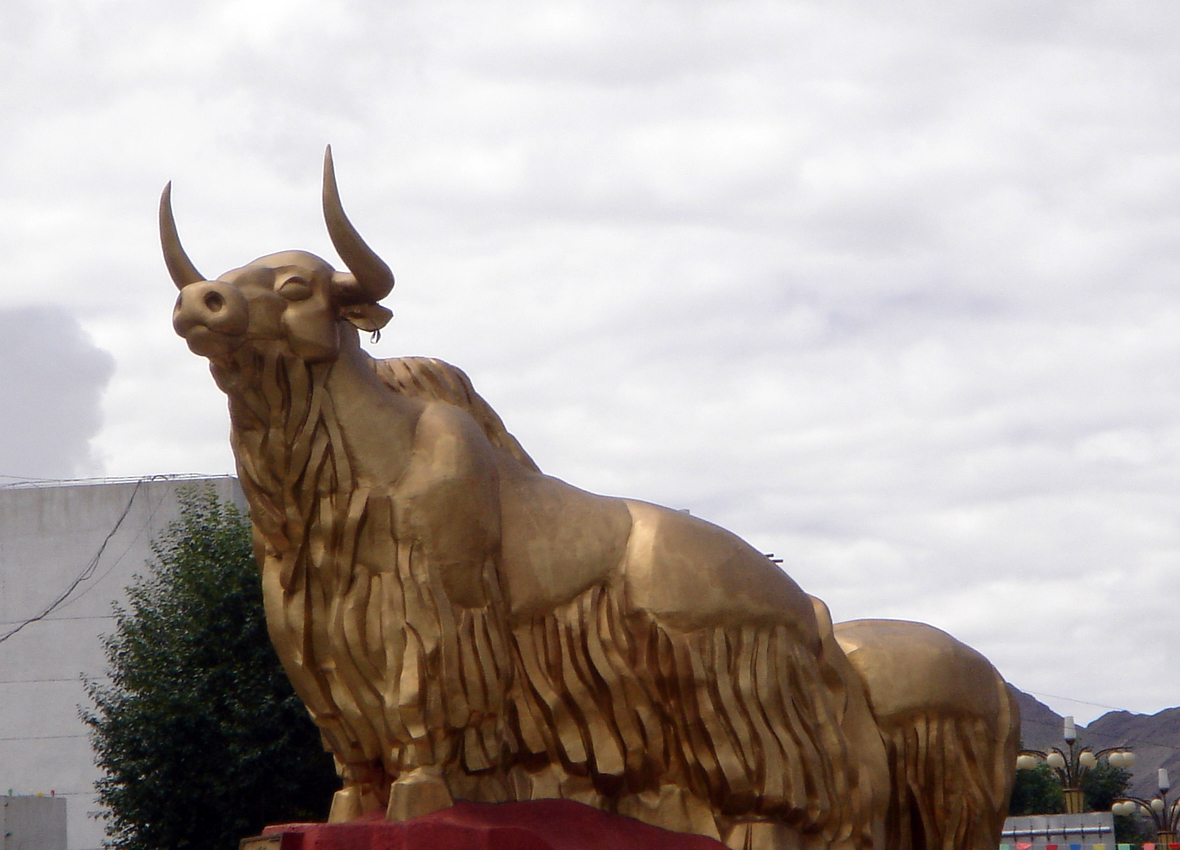
Як, талісман Лхаси
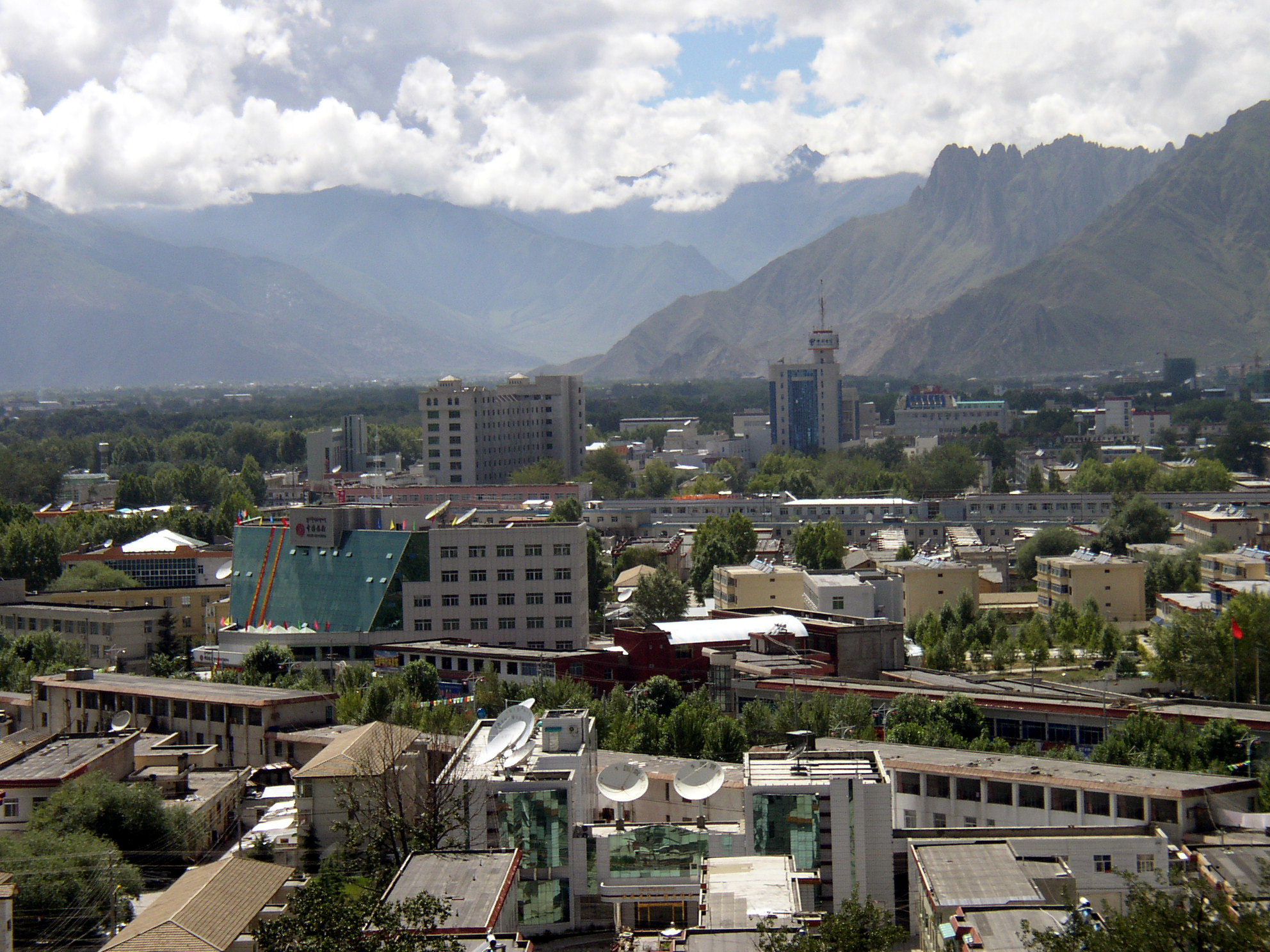
Сучасні будинки міста. Вид з Потали
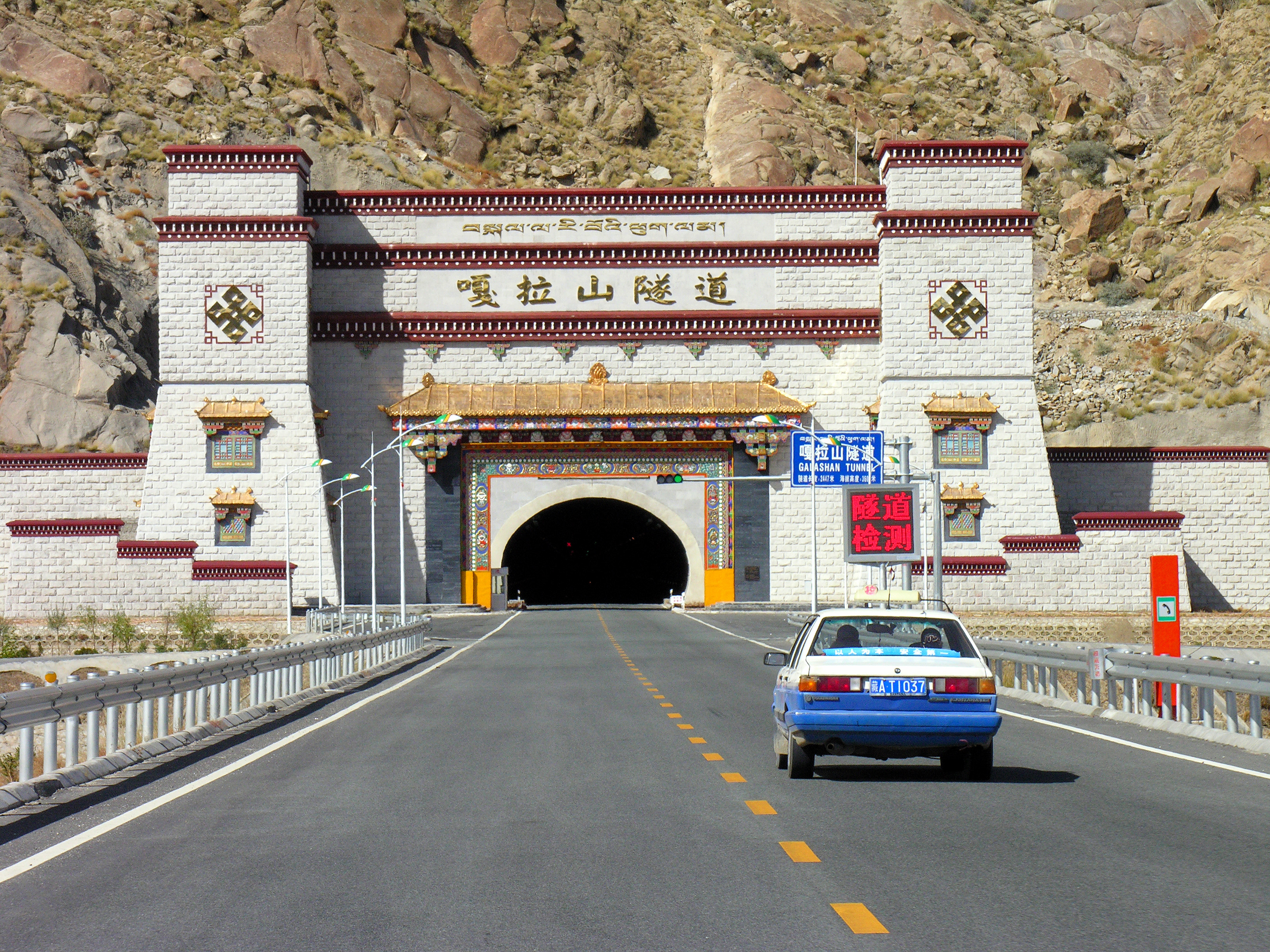
Туннель Галашан на швидкісній магістралі в аеропорт
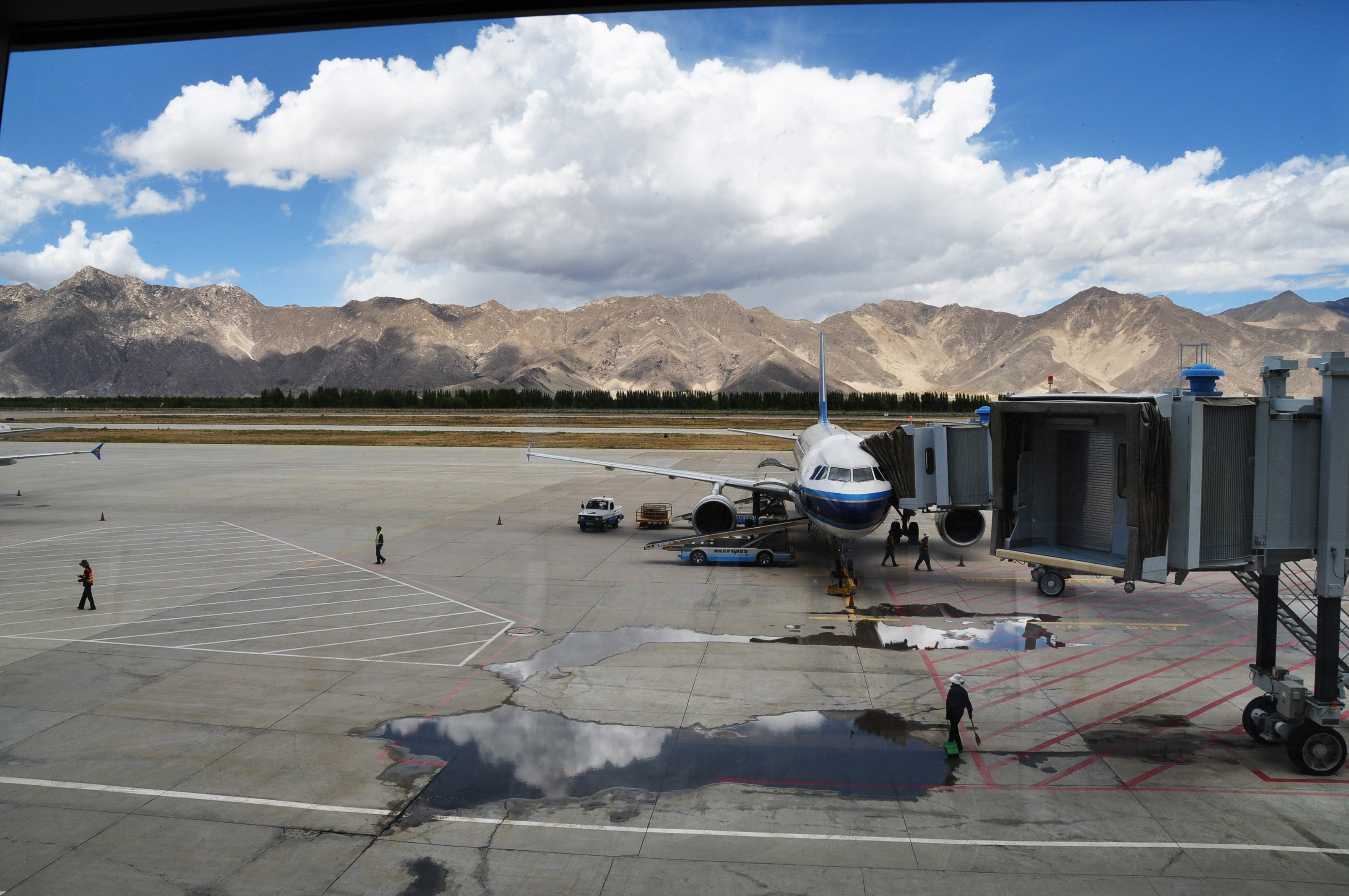
Аеропорт Гонггар